# Marguerite MacIntyre
Marguerite MacIntyre (* 11. května 1965, Detroit, Michigan, Spojené státy americké) je americká herečka.

## Životopis
Poprvé hrála v divadle ve svých šestnácti letech a objevovala se v představeních v regionálním divadle jako 451 stupňů Fahrenheita a South Pacific. Také se objevovala v broadwayských a mimo broadwayských představeních jako Jana Eyrová, Město andělů, No Way to Treat a Lady, Annie Warbucks, Weird Romance a Mata Hari.
Začala se objevovat v televizních komediích a dramatech. Ztvárnila mnoho rolí jako třeba v seriálech Show Jerryho Seinfelda (kde si zahrála soutěžící Miss America bez hudebního sluchu), Ally McBealová, Veroničiny svůdnosti nebo Two Guys and a Girl. Také si zahrála vedlejší roli v dramatickém seriálu Policejní odznak a hostovala mimo jiné v seriálech Pohotovost, Advokáti a Chameleon a v mnoha dalších. V letech 2006 až 2009 hrála v seriálu Kyle XY. V současné době má vedlejší roli šerifky Forbes v televizním seriálu Upíří deníky.
MacIntyre má titul bakalář umění z University of Southern California a studovala herectví na londýnské královské akademii dramatických umění.

## Filmografie

### Televize
| Rok             | Název                                     | Role                     | Poznámky                                  |
| --------------- | ----------------------------------------- | ------------------------ | ----------------------------------------- |
| 1994            | Show Jerryho Seinfelda                    | Karen                    | díl: „The Chaperone“                      |
| 1994            | The Commish                               | Elaine MacGruder         | díl: „The Lady Vanishes“                  |
| 1997–98         | The Tom Show                              | Darla                    | 3 díly                                    |
| 1998            | You Wish                                  | Jessica                  | díl: „All in the Family Room“             |
| 1998            | The Secret Lives of Men                   | Laura                    | díl: „Phil's Problem“                     |
| 1998            | To Have & to Hold                         | Karen Flood              | díl: „Hope You Had the Time of Your Wife“ |
| 1998–99         | Two Guys and a Girl and a Pizza Place     | Kaitlin Rush             | 3 díly                                    |
| 1999            | Chamaleon                                 | Deborah Clark            | díl: „Dokonalá vražda“                    |
| 1999            | Veroničiny svůdnosti                      | Lily                     | díl: „Veronica's Little Tribute“          |
| 1999            | Nebe, peklo, ráj                          | Barbara Wickwire         | díl: „Fight Club“                         |
| 2000            | Modrý Pacifik                             | Mrs. Lamb                | díl: „Fifty-Nine Minutes“                 |
| 2000            | Ally McBealová                            | Deborah Schofield        | díl: „Hlavní podezřelý“                   |
| 2001            | Zákon a pořádek: Útvar pro zvláštní oběti | Darlene Sutton           | díl: „Šílenství“                          |
| 2002            | Septuplets                                | Kay Wilde                |                                           |
| 2002            | Křižovatky medicíny                       | Tori Davis               | díl: „Deterioration“                      |
| 2003            | Policejní odznak                          | Emma Prince              | 4 díly                                    |
| 2003            | Advokáti                                  | obhájkyně Jake Spooner   | díl: „Victims' Rights“                    |
| 2004            | Námořní vyšetřovací služba                | velitelka Lauren Tyler   | díl: „Špehoun v oblacích“                 |
| 2004            | Soudkyně Amy                              | Nala Cooper              | díl: „My Little Runaway“                  |
| 2004            | The Days                                  | Abby Day                 | hlavní role, 6 dílů                       |
| 2005            | Lékařské záhady                           | Dr. Karen Lowe           | díl: „Kontaminace“                        |
| 2005            | Vražedná čísla                            | Erica Kalen              | díl: „Poslední soud“                      |
| 2005            | Inconceivable                             | Sonya Vanucci            | díl: „To Surrogate, with Love“            |
| 2005            | Sběratelé kostí                           | Dr. Denise Randall       | díl: „Muž v medvědovi“                    |
| 2006            | Žralok                                    | Vivian Anderson          | díl: „Znásilnění“                         |
| 2006–09         | Kyle XY                                   | Nicole Trager            | hlavní role, 43 dílů                      |
| 2008            | Kriminálka New York                       | Annie McBride            | díl: „Ohlodaný“                           |
| 2009            | Kriminálka Miami                          | Deborah Emerson          | díl: „Vedlejší ztráty“                    |
| 2009            | Mentalista                                | Heather Prentiss         | díl: „Scarlettina horečka“                |
| 2009–17         | Upíří deníky                              | šerifka Elizabeth Forbes | vedlejší role (1.–6.řada), host (8. řada) |
| 2013–2015, 2018 | The Originals                             |                          | scenáristka                               |
| 2018            | Odkaz                                     |                          | scenáristka                               |

### Film
| Rok  | Název               | Role                   | Poznámky |
| ---- | ------------------- | ---------------------- | -------- |
| 1994 | Vraždy v Radiolandu | moderátorka Buble Bath |          |
| 2000 | Sestry v akci       | učitelka               |          |
| 2002 | Červený drak        | Valerie Leeds          |          |
| 2013 | April Apocalypse    | Muriel                 |          |